# Pamela Begič
Pamela Begič (* 12. Oktober 1994 in Semič) ist eine slowenische Fußballspielerin.

## Karriere

### Verein
Begič, geboren 1994 in Semič, war in ihrer Jugend unter anderem für den ŽNK Brinje aktiv.
Später fand sie ihren Weg zum ŽNK Jevnica und debütierte in der Saison 2011/12 für diesen in der höchsten Spielklasse des Landes, wobei sie bei acht Ligaspielen drei Tore erzielte. In der Winterpause wechselte sie innerhalb der Liga zum ŽNK Slovenj Gradec und erzielte zwei Tore in zehn Ligaspielen.
Bereits im Sommer 2012 folgte der Wechsel zum Ligakonkurrenten ŽNK Radomlje.
Im August 2013 verließ sie aufgrund eines Studiums ihr Heimatland und ging in die Vereinigten Staaten an die University of Florida, wo sie bis 2016 für das Frauenfußballteam der Florida Gators, der Sportabteilung der University of Florida, spielte.
Danach kehrte sie wieder in ihre Heimat zurück, wo sie unter anderem noch in der Saison 2015/16 kurzzeitig für den ŽNK Radomlje in Erscheinung trat.
Nach ihrer Zeit bei ŽNK Radomlje spielte Begič in der Saison 2018/19 bei Empoli, in der Spielzeit 2019/20 bei Apollon Limassol und 2020 bei AC Mailand. Seit 2020 steht sie bei Sporting de Huelva unter Vertrag.

### Nationalmannschaft
Nachdem Pamela Begič in der Saison 2011/12 durch gute Leistungen in der U-17-Auswahl auffiel, rückte sie 2012 in den Kader der A-Nationalmannschaft von Slowenien auf. Weitere Einsätze absolvierte sie für die slowenische U-19-Nationalmannschaft.

## Privates
Begič besuchte in ihrer Jugend das Gimnazija Ljubljana Šiška.